# Protaetia interruptecostata
Protaetia interruptecostata är en skalbaggsart som beskrevs av Ernst Ballion 1870. Protaetia interruptecostata ingår i släktet Protaetia och familjen Cetoniidae. Inga underarter finns listade i Catalogue of Life.